# 井上栄一
井上 栄一（いのうえ えいいち、1917年〈大正6年〉1月1日 - 1993年〈平成5年〉3月3日）は、日本の農林技官、気象学者、農業気象学者、微気象学者。理学博士。元農林省農業技術研究所物理統計部気象科科長。日本農業気象学会名誉会員。

## 略歴
新潟県新潟市出身。新潟尋常小学校を経て、1934年（昭和9年）3月に新潟中学校を卒業、1937年（昭和12年）3月に第一高等学校を卒業、1941年（昭和16年）3月に東京帝国大学工学部航空学科を卒業。
1941年（昭和16年）4月に陸軍航空技術学校に入校、軍曹に任官、6月に見習士官に任官、8月に陸軍技術中尉に任官、陸軍航空本部に配属。
航空技術将校として、太平洋戦争の戦地や大日本帝国軍の占領地に出向き、そこに残された戦闘機スーパーマリン スピットファイアや戦闘機P-40 キティホークなどの敵国の航空機や文書などを調査した。
奥田教久と亘理厚とともに、撃墜したアメリカ軍の航空機の搭乗員を尋問したり、東京帝国大学航空研究所の糸川英夫と話をしたりして、大型戦略爆撃機B-29などのアメリカ軍やイギリス軍の未見の新型航空機の性能を計算して推定した。
1945年（昭和20年）8月15日に太平洋戦争が終戦、最終階級は陸軍技術大尉。朝日新聞社の航空雑誌『航空朝日』に記事を執筆していた縁で、奥田教久とともに朝日新聞社の学芸部に科学記者として入社。
1946年（昭和21年）5月から1951年（昭和26年）5月まで東京大学理学部大学院の地球物理学教室の気象学研究室で正野重方のもとで小倉義光と岸保勘三郎とともに研究。
1947年（昭和22年）2月から1952年（昭和27年）2月まで東京大学理工学研究所の河田三治研究室で研究生として河村龍馬、竹山寿夫、内田茂男、小口伯郎とともに研究。
1951年（昭和26年）5月に農林省農業技術研究所物理統計部気象科物理第二研究室室長に就任、1952年（昭和27年）10月に東京大学から理学博士号を取得。
1966年（昭和41年）4月に農林省農業技術研究所物理統計部気象科科長に就任、1970年（昭和45年）6月に農林省農業技術研究所物理統計部気象科主任研究官に就任。
1973年（昭和48年）1月に発行の日本農業気象学会の学術誌『農業氣象』第28巻第3号で "Aerobiology"「空中生物学」を日本で最初に紹介した。
1977年（昭和52年）7月に農林省農業技術研究所を退官。
1993年（平成5年）3月3日に東京都世田谷区玉川田園調布の自宅で死去、76歳没。

## 業績
農業気象研究の近代化に大きな業績を上げ、日本における農業気象学の知名度を世界的に高めた。

## 表彰
- 1954年（昭和29年） - 第1回日本気象学会賞「大気乱流の研究」[21]
- 1962年（昭和37年） - 第10回日本農業気象学会賞「穂波に関する研究」[22]

## 著作物

### 著書
- 『流れと渦』目黒書店、1948年。

### 論文
- CiNii収録論文 - CiNii